# MOL Cup 2025/2026
MOL Cup 2025/2026, nebo také Pohár FAČR, je 33. ročníkem českého fotbalového poháru. Soutěže se účastní profesionální i amatérské fotbalové kluby z České republiky z různých pater systému fotbalových soutěží v ČR.
Název je odvozen od titulárního sponzora, kterým je od sezóny 2015/16 maďarská ropná a plynárenská společnost MOL.

## Formát soutěže
Do prvního a druhého předkola MOL Cupu jsou zařazené vítězné kluby z krajských kol Poháru FAČR a dále všechny ostatní platně přihlášené kluby hrající soutěže organizované Řídicí komisí Čechy a Řídicí komisí Morava. Od prvního předkola až do finále se hraje vyřazovacím způsobem na jeden zápas, vítěz postupuje do dalšího kola, poražený v soutěži končí.
Do 3. kola jsou nasazovány kluby nejvyšší fotbalové soutěže, které se účastní evropských pohárových soutěží.
Od tohoto ročníku bude do 3. kola nasazen vítěz play-off o 7. místo z uplynulého ročníku nejvyšší soutěže; dle výsledků Chance ligy 2024/25 se bude jednat o FC Hradec Králové.

## 1. předkolo
| 20.7.2025 17:00 |     |                                |  |
| TJ Spartak Hluk | 1:3 | FC TVD Slavičín                |  |
| Sopůšek R. 63'  |     | 19', 21' Kalík F. 45' Hnilo D. |  |

| 20.7.2025 17:00             |     |                    |  |
| Kovofiniš Ledeč nad Sázavou | 0:1 | TJ Dálnice Speřice |  |
|                             |     | 45' Svoboda P.     |  |

| 23.7.2025 17:30                 |       |                             |                                                                 |
| TJ Tatran Jakubčovice nad Odrou | 0 : 2 | FK Nový Jičín               | Fotbalové hřiště Jakubčovice, Jakubčovice nad Odrou diváci: 330 |
|                                 |       | 82' Hurta P. 90' Kysilko A. | Fotbalové hřiště Jakubčovice, Jakubčovice nad Odrou diváci: 330 |

## 2. předkolo
| 2. srpna 2025 17:00       |       |                                                     |  |
| FC ZVVZ Milevsko          | 2 : 4 | TJ Spartak Soběslav                                 |  |
| Hušek J. 4' Přibyl V. 28' |       | 29', 40' (pen.) Vaněk F. 52' Racak M. 58' Votava F. |  |

| 2. srpna 2025 17:00 |       |                         |  |
| FK Křimice          | 1 : 2 | SK Senco Doubravka      |  |
| Kropáček R. 76'     |       | 30' Puta M. 55' Ungr M. |  |

| 2. srpna 2025 17:00 |       |                                                            |  |
| FK Tachov           | 1 : 6 | FC Viktoria Mariánské Lázně                                |  |
| Majercik M. 82'     |       | 12' Kapolka S. 29', 34' Vokáč R. 31' Řezač P. 72' Bílik K. |  |

| 2. srpna 2025 17:00 |       |                                                                         |  |
| FK Seko Louny       | 1 : 4 | FC Chomutov                                                             |  |
| Jamrich L. 21'      |       | 3' (pen.) Kopta J. 54' Procházka D. 75' (pen.) Diego D. S. 84' Holák S. |  |

| 2. srpna 2025 17:00        |       |                                                                       |  |
| FK Náchod                  | 2 : 4 | MFK Trutnov                                                           |  |
| Kosztyak S. 61' Čáp R. 66' |       | 14' (vl.) Volf D. 45+1' Brejcha P. 55' Votrubec D. 88' (pen.) Knap M. |  |

| 2. srpna 2025 17:00                 |       |                          |  |
| SK Rapid Psáry                      | 3 : 2 | FK Benešov               |  |
| Pouček L. 32', 61' Studnička Š. 39' |       | 53', 63' (pen.) Pilík T. |  |

| 3. srpna 2025 17:00            |             |                                            |                             |
| FK Čáslav                      | 3 : 3 (pp.) | FK Horní Ředice                            | Stadion Pod Hrádkem, Čáslav |
| Fousek A. 30', 49' (pen.), 65' |             | 71' Kosina M. 78' Ludvík J. 89' Novotný A. | Stadion Pod Hrádkem, Čáslav |

|  |       | Penaltový rozstřel |
|  | 6 : 7 |                    |

| 3. srpna 2025 17:00 |       |                                                                                           |  |
| TJ Svitavy          | 0 : 7 | SK Vysoké Mýto                                                                            |  |
|                     |       | 5' Švejda O. 6' Kadrmas M. 9', 33' Březák F. 14' Dvořák P. 50' Schmoranz F. 87' Dvořák J. |  |

## 1. kolo
| 13. srpna 2025 17:00 |       |                  |                                                  |
| TJ Sokol Lanžhot     | 0 : 0 | Slezský FC Opava | Fotbalový stadion Na Šlajsi, Lanžhot diváci: 620 |
|                      |       |                  | Fotbalový stadion Na Šlajsi, Lanžhot diváci: 620 |

|  |       | Penaltový rozstřel |
|  | 8 : 7 |                    |

| 13. srpna 2025 17:00   |       |                    |                                             |
| FC Slavia Karlovy Vary | 1 : 1 | FK Viktoria Žižkov | Stadion Drahovice, Karlovy Vary diváci: 750 |
| Vyleta V. 90+2'        |       | 32' Biegon E.      | Stadion Drahovice, Karlovy Vary diváci: 750 |

|  |       | Penaltový rozstřel |
|  | 4 : 3 |                    |

| 13. srpna 2025 17:00 |       |                                                                                                |  |
| FC Brumov            | 1 : 6 | 1. SK Prostějov                                                                                |  |
| Běhunčík V. 47'      |       | 40' Jáger T. 45' Budínský L. 64' Jaroň M. 66' (vl.) Struhař M. 75' Mirvald P. 90+1' Matocha M. |  |

| 13. srpna 2025 18:00      |       |              |             |
| SK Vysoké Mýto            | 2 : 1 | MFK Chrudim  | diváci: 550 |
| Hájek L. 5' Dvořák P. 66' |       | 23' Holub D. | diváci: 550 |

| 13. srpna 2025 18:00 |       |                                            |                                     |
| FC Chomutov          | 0 : 3 | FK Admira Praha                            | Letní stadion, Chomutov diváci: 150 |
|                      |       | 3' Čácha M. 27' Burýšek V. 90+2' Smutný M. | Letní stadion, Chomutov diváci: 150 |

| 13. srpna 2025 18:00 |       |               |                                              |
| TJ Tatran Bohunice   | 1 : 0 | TJ Start Brno | Fotbalové hřiště TJ Tatran, Brno diváci: 376 |
| Ševčík R. 77'        |       |               | Fotbalové hřiště TJ Tatran, Brno diváci: 376 |

| 13. srpna 2025 18:00 |       |                                                                  |  |
| FC Chotěboř          | 0 : 5 | FC Vysočina Jihlava                                              |  |
|                      |       | 13', 51' Ogiomade M. 45+1' Stoček P. 49' Vlček J. 75' Omotoye T. |  |

| 13. srpna 2025 18:00 |       |                                  |  |
| FK Meteor Praha VIII | 1 : 2 | FK Králův Dvůr                   |  |
| Lízálek K. 89'       |       | 45+1' Moravec Z. 76' Hradecký D. |  |

| 13. srpna 2025 18:00 |       |                           |                                    |
| FC Kuřim             | 0 : 2 | SK Artis Brno             | Městský stadion, Kuřim diváci: 931 |
|                      |       | 85', 90+1' Vukadinovič V. | Městský stadion, Kuřim diváci: 931 |

| 13. srpna 2025 18:00            |       |                                    |             |
| SK Rapid Psáry                  | 2 : 3 | SK Petřín Plzeň                    | diváci: 210 |
| Pouček L. 42' Krasnyanyk I. 60' |       | 10', 17' Trojanec M. 71' Kohout A. | diváci: 210 |

| 13. srpna 2025 18:00       |       |                                    |                                     |
| SK Fotbalová škola Třebíč  | 2 : 2 | SFK Vrchovina Nové Město na Moravě | Horácký stadion, Třebíč diváci: 250 |
| Mucha M. 17' Šubert A. 47' |       | 49' Bouchner D. 69' Nečas F.       | Horácký stadion, Třebíč diváci: 250 |

|  |       | Penaltový rozstřel |
|  | 3 : 2 |                    |

| 13. srpna 2025 18:00 |       |                            |                                 |
| FK Horní Ředice      | 2 : 1 | FC Sellier & Bellot Vlašim | Fotbalový stadion, Horní Ředice |
| Brož A. 45+1', 59'   |       | 82' Dufek J.               | Fotbalový stadion, Horní Ředice |

| 13. srpna 2025 18:00         |       |         |                                              |
| FC Hlinsko                   | 3 : 0 | SK Zápy | Sportovní areál Olšinky, Hlinsko diváci: 165 |
| Tlustý 58' Jůn 65' Hlouš 81' |       |         | Sportovní areál Olšinky, Hlinsko diváci: 165 |

| 13. srpna 2025 18:00 |       |                         |             |
| TJ Sokol Pěnčín      | 1 : 2 | FK Brandýs nad Labem    | diváci: 200 |
| Daněk 79'            |       | 40' Materna 86' Lopatar | diváci: 200 |

## 2. kolo
Los proběhne 15. srpna 2025.

## Čtvrtfinále
| 00:00 |     |  |
|       | -:- |  |
|       |     |  |

| 00:00 |     |  |
|       | -:- |  |
|       |     |  |

| 00:00 |     |  |
|       | -:- |  |
|       |     |  |

| 00:00 |     |  |
|       | -:- |  |
|       |     |  |

## Semifinále
| 00:00 |     |  |
|       | -:- |  |
|       |     |  |

| 00:00 |     |  |
|       | -:- |  |
|       |     |  |

## Finále
| 13.5.2026 00:00 |     |  |                                  |
|                 | -:- |  | Malšovická aréna, Hradec Králové |
|                 |     |  | Malšovická aréna, Hradec Králové |